# 칸
칸(몽골어: ᠬᠠᠨ Qan, 튀르키예어: Han) 또는 한(만주어: ᡥᠠᠨ Han, 페르시아어: خان Khān, 汗)은 튀르크, 만주, 몽골에서 군주를 이르는 칭호이다. 몽골이 원나라를 건국했을 때 한정으로 한자 혼용어인 "대칸"(大Khān)이 황제라는 의미로 불리기도 했지만 몽골 제국 이전까지 칸은 카간과 같은 격을 지닌 칭호로 사용되었다.

## 역사
칸(한), 카간(가한)은 튀르크어로 우두머리를 뜻하며 기원전부터 부여에서 가(加)와 같은 호칭이 사용되었으며 AD 283년, 289년에 선비족 또한 호칭 사용 기록이 사서에 기록되어 있다.

## 같이 보기
- 몽골의 역대 칸
- 황제
- 카간
- 선비족